# Prelatura territorial de Trondheim
La prelatura territorial de Trondheim (noruec: Trondheim katolske stift; llatí: Praelatura Territorialis Trudensis) és una seu de l'Església catòlica a Noruega, immediatament subjecta a la Santa Seu. Al 2016 tenia 13.643 batejats d'un total de 715.059 habitants. Actualment està regida pel bisbe Erik Varden, O.C.S.O.

## Territori
La prelatura territorial comprèn els comtats de Møre og Romsdal, Sør-Trøndelag i Nord-Trøndelag.
La seu prelatícia és la ciutat de Trondheim, on es troba la catedral de Sant Olaf.
El territori s'estén sobre 56.458km² i està dividit en 5 parròquies, situades a les següents ciutats: Trondheim, Kristiansund, Levanger, Molde i Ålesund.

## Història
Durant l'edat mitjana Nidaros, l'actual Trondheim, era seu d'una arxidiòcesi, que fou suprimida després de la reforma protestant el 1537.
El 7 d'abril de 1931 s'instituí la missió sui iuris de la Noruega central mitjançant el breu Supremi Apostolatus del papa Pius XII, prenent el territori del vicariat apostòlic de Noruega (avui bisbat d'Oslo).
El 10 de març de 1944 la missió fou elevada a prefectura apostòlica en virtut de la butlla Digna sane del papa Pius XII.
El 4 de febrer de 1953, per la butlla Sollemne est Nobis del mateix Pius XII la prefectura apostòlica fou elevada a vicariat apostòlic.
El 28 de març de 1979, per efecte de la butlla Cum Nobis del papa Joan Pau II el vicariat fou eleva a prelatura territorial, assumint el nom actual.
El 19 de novembre de 2019 el cardenal Cormac Murphy-O'Connor consagrà la nova catedral de Sant Olaf.

## Cronologia episcopal
- Cyprian Witte, SS.CC. † (30 de gener de 1932 - 10 de març de 1944 renuncià)
- Antonius Deutsch, SS.CC. † (14 de desembre de 1945 - 1953 renuncià)
- Johann Rüth, SS.CC. † (4 de febrer de 1953 - 25 de març de 1974 jubilat)
  - Gerhard Schwenzer, SS.CC. (1974 - 29 d'agost de 1975 nomenat vicari apostòlic) (administrador apostòlic)
- Gerhard Schwenzer, SS.CC. (29 d'agost de 1975 - 2 de juny de 1981 nomenat bisbe coadjutor d'Oslo)
  - Gerhard Schwenzer, SS.CC. (2 de juny de 1981 - 9 de febrer de 1988 renuncià) (administrador apostòlic)
  - Georg Müller, SS.CC. † (9 de febrer de 1988 - 20 de juny de 1997 nomenat bisbe prelat) (administrador apostòlic)
- Georg Müller, SS.CC. † (20 de juny de 1997 - 8 de juny de 2009 renuncià)
  - Markus Bernt Eidsvig, C.R.S.A., des del 8 de juny de 2009 (administrador apostòlic)
- Erik Varden, O.C.S.O., des de l'1 d'octubre de 2019

## Estadístiques
A finals del 2016, la prelatura tenia 13.643 batejats sobre una població de 715.059 persones, equivalent al 1,9% del total.
| any  | població | població | població | sacerdots | sacerdots       | sacerdots       | sacerdots             | diàques | religiosos | religiosos | parroquies |
| ---- | -------- | -------- | -------- | --------- | --------------- | --------------- | --------------------- | ------- | ---------- | ---------- | ---------- |
| any  | batejats | total    | %        | total     | clergat secular | clergat regular | batejats por sacerdot | diàques | homes      | dones      |            |
| 1949 | 230      | 480.000  | 0,0      | 53        | 5               | 48              | 4                     |         |            |            | 3          |
| 1970 | 553      | 571.553  | 0,1      | 16        | 8               | 8               | 34                    |         | 8          | 38         |            |
| 1980 | 779      | 601.500  | 0,1      | 6         | 1               | 5               | 129                   |         | 6          | 36         | 5          |
| 1990 | 1.644    | 600.000  | 0,3      | 5         |                 | 5               | 328                   |         | 5          | 8          | 5          |
| 1999 | 2.576    | 627.934  | 0,4      | 6         | 3               | 3               | 429                   |         | 3          | 6          | 5          |
| 2000 | 2.803    | 630.000  | 0,4      | 6         | 3               | 3               | 467                   |         | 3          | 16         | 5          |
| 2001 | 2.902    | 630.000  | 0,5      | 6         | 4               | 2               | 483                   |         | 2          | 15         | 5          |
| 2002 | 3.080    | 635.936  | 0,5      | 7         | 5               | 2               | 440                   |         | 2          | 14         | 5          |
| 2003 | 3.228    | 637.400  | 0,5      | 8         | 6               | 2               | 403                   |         | 2          | 15         | 5          |
| 2004 | 3.228    | 640.105  | 0,5      | 5         | 4               | 1               | 645                   |         | 1          | 16         | 5          |
| 2013 | 12.887   | 696.914  | 1,8      | 10        | 6               | 4               | 1.287                 |         | 7          | 20         | 5          |
| 2016 | 13.643   | 715.059  | 1,9      | 13        | 10              | 3               | 1.049                 |         | 5          | 24         | 5          |